# Regenton

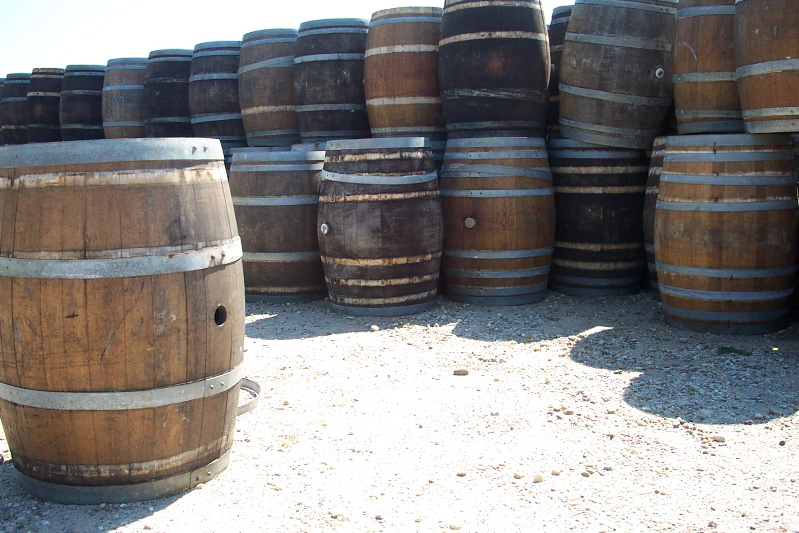
Houten regentonnen, vaak herbruikte wijntonnen

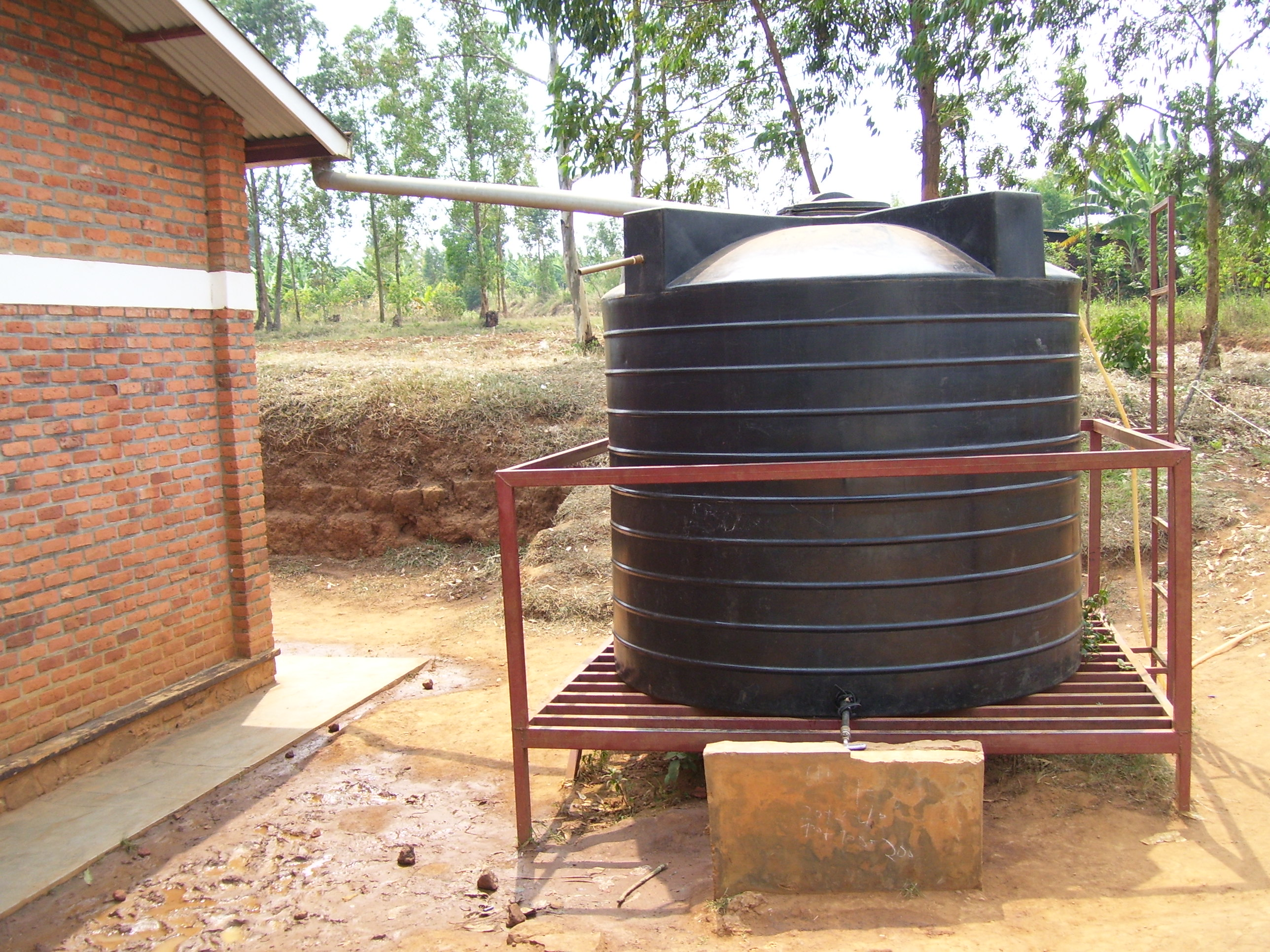
Regenbak van kunststof

Een regenton ook wel waterton genoemd, is een vat of ton waarin hemelwater wordt opgevangen dat via de regenpijp vanuit de dakgoot in de ton komt.
Een regenton is soms voorzien van een kraantje onderaan en van boven van een deksel zodat bladafval en andere verontreinigingen niet in het water terecht konden komen.

## Geschiedenis
Toen er nog geen waterleiding bestond was men voor drinkwater afhankelijk van andere voorzieningen, zoals de waterput, de waterpomp en de regenton. Vanzelfsprekend was het met de hygiëne hierbij niet altijd optimaal gesteld. Daarom was het gewenst om het water te koken alvorens het te consumeren. Toen in de eerste helft van de 20e eeuw de waterleiding geleidelijk werd ingevoerd, verdween de regenton en werd de regenpijp doorgaans rechtstreeks op het riool aangesloten.

## Klimaatadaptatie
Moderne regentonnen zijn doorgaans van kunststof gemaakt. Er worden verschillende soorten grondstof gebruikt: nieuw geproduceerd kunststof, procesmatig hergebruik van kunststof via recycling en upcycle varianten. Het gebruik er van wordt gepromoot omdat het past in de tendens om hemelwater niet langer direct via het riool af te voeren maar via een gescheiden systeem naar inrichtingen zoals retentievijvers te leiden of in de bodem te infiltreren. Hierdoor worden pieken in de afvoer getemperd waardoor overstort van rioolwater naar het oppervlaktewater worden voorkomen. Deze vorm van klimaatadaptatie wordt door overheden zoals gemeentes en waterschappen toegepast in de publieke ruimte en gepromoot voor privaat terrein. Deze promotie wordt gedaan via voorlichting, financiële prikkels als subsidie en via lokale verordeningen. 
Water uit een regenton kan gebruikt worden om drinkwater te besparen. Het water kan bijvoorbeeld gebruikt worden om de tuin te besproeien of om kamerplanten water te geven. Ook kan het gebruikt worden voor het bijvullen van een tuinvijver. Eerst wordt regenwater in de ton opgespaard. Zodra het waterniveau van de vijver te veel zakt, wordt het kraantje van de regenton opengedraaid en stroomt het water (via een tuinslang of direct) in de vijver.
Sommige regentonnen hebben ook een overloop; zodra de ton vol is wordt het overige water afgevoerd. Hierdoor loopt de ton niet over. Voordat in de winter de vorst valt, dient een regenton geleegd te worden. Dit om te voorkomen dat hij barst, wat kan gebeuren als het nog aanwezige water in de ton bevriest en daardoor uit zal zetten.

## Regenput
Het is ook mogelijk opgevangen water voor het doorspoelen van het toilet te gebruiken, maar dan maakt men in plaats van een regenton eerder gebruik van een ondergrondse regenwaterput, met pomp en apart leidingennet, zoals bijvoorbeeld in Vlaanderen en Brussel verplicht is bij het bouwen van woningen. Op deze wijze kan tot 7.000 liter per jaar per bespaard worden op drinkwater.